# レネ・ボンド
レネ・ボンド（Rene Bond、1950年10月11日 - 1996年6月2日）は、1970年代にロサンゼルスのポルノ映画界で活躍し、およそ300本の映画に出演したアメリカ合衆国のポルノ女優。若々しい「隣の女の子」的な魅力で知られていた。

## 来歴
ボンドは1970年代初期にハードコアポルノ映画に転身する以前の1960年代後期に、ハリー・ノヴァク製作のソフトコア・エクスプロイテーション映画で女優としてスタートした。彼女はハードコアの仕事で1日100ドル、ソフトコアで1日30ドルを稼いだと言われる。彼女は当時のボーイフレンドであったポルノ男優のリック・ルッツェ (Ric Lutze) とひんぱんに共演した。
ボンドは豊胸手術を受けた最も初期のポルノスターの1人だった。伝えられるところでは、その手術代はノヴァクが支払った。1977年のインタビューで、豊胸は「北米の巨乳フェチ」に対応するものであり、その結果として映画出演のオファーがより増えたと主張した。70年代半ばに自身の通信販売会社を設立し、自分の写真や出演作品のスライドを販売していた。両親は彼女の仕事を知っており、バーレスクやストリップティーズに娘が出演する時には同行した。ショーで「私の心はパパのもの」を歌う時には父親をステージ上に招いた。
1996年6月2日、ボンドは肝硬変で死去した。

## 受賞
- 1985年 XRCO殿堂顕彰[3][4]
- 1998年 AVN殿堂顕彰[5][6][4]
- Legends of Erotica[7][4]

## 出演作の一部
- 1970年 - 『痴態SEX集団』 (Country Cuzzins)
- 1972年 - 『ポルノ同窓会/輪獣』 (Class Reunion)
- 1972年 - 『猟色!餓狼のえじき』 (The Adult Version of Jekyll & Hide)
- 1974年 - 『人妻SEX/指と唇』 (Welcome Home, Johnny)
- 1974年 - 『女囚脱獄・鎖なき欲望のままに』 (Five Loose Women)
- 1975年 - 『ザ・ビッグポルノ/肉の奥』 (Frankie and Johnnie... Were Lovers)
- 1975年 - 『悶絶女子大生/性感試験』 (High School Fantasies)
- 1975年 - 『SEXアニマル/学生夫人』 (Beach Blanket Bango)